# Conte di Harrowby
Conte di Harrowby è un titolo nobiliare inglese nella paria del Regno Unito.

## Storia
Il titolo venne creato nel 1809 per il noto politico e Segretario degli Esteri, Dudley Ryder, II barone Harrowby, il quale già era stato creato Visconte Sandon, di Sandon nella Contea di Stafford, nel contempo. Suo figlio, il II conte, ebbe l'incarico durante l'amministrazione di Lord Palmerston come Cancelliere del Ducato di Lancaster e lord custode del sigillo privato. Venne succeduto dal figlio primogenito, il III conte. Questi fu un politico conservatore e Segretario di Stato per gli affari economici, l'energia e la strategia industriale del Regno Unito dal 1878 al 1880.
Suo nipote, il V conte (che succedette al padre nel 1900), rappresentò per breve tempo la costituente di Gravesend alla camera dei comuni britannica tra le file dei conservatori e fu inoltre Lord Luogotenente dello Staffordshire. Suo figlio, il VI conte, fu anch'egli conservatore e membro del parlamento per Shrewsbury. Il nipote di quest'ultimo, l'VIII conte, è l'attuale detentore del titolo e succedette al padre nel 2007.
Il titolo di Barone Harrowby, di Harrowby nella Contea di Lincoln, venne creato nella paria di Gran Bretagna nel 1776 per Nathaniel Ryder, che già aveva rappresentato Tiverton al parlamento. Questi era figlio di Sir Dudley Ryder, Lord Chief Justice dal 1754 al 1756. A Dudley Ryder venne offerto un titolo nobiliare da Giorgio II il 24 maggio 1756, ma morì il giorno seguente prima che la patente potesse essere completata. Lord Harrowby venne pertanto succeduto da suo figlio, il già menzionato II barone, che venne creato conte di Harrowby nel 1809.
La sede della famiglia è Sandon Hall, presso Stafford, nello Staffordshire. La famiglia risiede anche a Burnt Norton house, resa famosa da T. S. Eliot nella sua poesia Burnt Norton.

## Baroni Harrowby (1776)
- Nathaniel Ryder, I barone Harrowby (1735–1803)
- Dudley Ryder, II barone Harrowby (1762–1847) (creato Conte di Harrowby nel 1809)

## Conti di Harrowby (1809)
- Dudley Ryder, I conte di Harrowby (1762–1847)
- Dudley Ryder, II conte di Harrowby (1798–1882)
- Dudley Francis Stuart Ryder, III conte di Harrowby (1831–1900)
- Henry Dudley Ryder, IV conte di Harrowby (1836–1900)
- John Herbert Dudley Ryder, V conte di Harrowby (1864–1956)
- Dudley Ryder, VI conte di Harrowby (1892–1987)
- Dudley Danvers Granville Coutts Ryder, VII conte di Harrowby (1922–2007)
- Dudley Adrian Conroy Ryder, VIII conte di Harrowby (n. 1951)

L'erede legittimo è il figlio dell'attuale detentore del titolo, Dudley Anthony Hugo Coventry Ryder, visconte Sandon (n. 1981).